# Пам'ятки історії Ямпільського району (Вінницька область)
У Ямпільському районі Вінницької області під обліком перебуває 46  пам'яток історії.
| № п/п | Охоронний № | Найменування пам’ятки | Адреса                                                                    | Дата (епоха)                    | Дата відкриття або виявлення         | Автори                               | Матеріал                                     | Основні розміри                | Рішення про взяття під охорону |
| ----- | ----------- | --- | ------------------------------------------------------------------------- | ------------------------------- | ------------------------------------ | ------------------------------------ | -------------------------------------------- | ------------------------------ | ------------------------------ |
| 1.    | 1128        | Братська могила 72 червоноармійців | м. Ямпіль, Ямпільська м/р, вул. Леніна                                    | 1918—1921 рр.                   | 1927 р.                              | місцеві майстри                      | об. пісковик пост. цегла                     | об. 2,5 м, п. 2х1х1 м          | № 313 10.06.1971 р.            |
| 2.    | 1139        | Братська могила 88 воїнів Радянської армії, загиблих при визволенні міста | м. Ямпіль, Ямпільська м/р, вул. Леніна                                    | 1944 р.                         | 1947 р.                              | Львів. скульптурно-керамічна фабрика | ск. з/бетон, пост. камінь                    | ск. 2,5 м, п. 2х1,5х1,5 м      | № 313 10.06.1971 р.            |
| 3.    | 499         | Пам’ятник 276 воїнам-односельцям, загиблим на фронтах ВВВ | м. Ямпіль, Ямпільська м/р, вул. Леніна                                    | 1941—1945 рр.                   | 1966 р.                              | місцеві майстри                      | об. камінь, пост. цегла                      | об. 9 м, п. 1,5х1,5х0,75 м     | № 29 19.06.1977 р.             |
| 4.    | 211         | Пам’ятник воїнам-визволителям | м. Ямпіль, Ямпільська м/р, вул. Леніна                                    | 1944 р.                         | 1985 р.                              | ___                                  | метал, бетон                                 | танк                           | № 228 22.05.1986 р.            |
| 5.    | 1114        | Пам'ятник 241 воїнові-односельцю, що загинули на фронтах ВВВ | с. Безводне, Безводнівська с/р, біля Будинку культури                     | 1941—1945 рр.                   | 1968 р.                              | Львів. скульптурно-керамічна фабрика | ск. з/бетон, пост. камінь                    | ск. 2,9 м, п. 2,4х1х0,6 м      | № 313 10.06.1971 р.            |
| 6.    | 1129        | Братська могила 22 воїнів Радянської армії, загиблих при визволенні села | с. Біла, Гальжбіївська с/р, біля школи.                                   | 1944 р.                         | 1948 р.                              | місцеві майстри                      | об. пісковик, пост. пісковик                 | об. 1,8 м, п. 1х2х1 м          | № 313 10.06.1971 р.            |
| 7.    | 182         | Пам’ятник 365 воїнам-односельцям, загиблим на фронтах ВВВ і братська могила 4 воїнів Радянської армії, загиблих при визволенні села                                                 | с. Буша, Бушанська с/р, вул. Богуна                                       | 1941—1945 рр., 1944 р.          | 1974 р.                              | Львів. скульптурно-керамічна фабрика | ск. з/бетон, пост. цегла                     | ск. 3 м, п. 2,8х1,2х1,2 м      | № 96 17.02.1983 р.             |
| 8.    | 1140        | Могила підполковника Харізова, загиблого при визволенні села | с. Велика Кісниця, Великокісницька с/р, біля медпункту                    | 1944 р.                         | 1949 р.                              | місцеві майстри                      | плита граніт                                 | 0,2х2,4х2,2 м                  | № 313 10.06.1971 р.            |
| 9.    | 490         | Пам'ятник 620 воїнам-односельцям, загиблим на фронтах ВВВ | с. Велика Кісниця, Великокісницька с/р, біля Будинку культури.            | 1941—1945 рр.                   | 1974 р.                              | Львів. скульптурно-керамічна фабрика | ск. з/бетон, пост. з/бетон                   | ск. 3,2 м, п. 2х2х0,7 м        | № 29 19.06.1977 р.             |
| 10.   | 1145        | Пам’ятник 104 воїнам-односельцям, загиблим на фронтах ВВВ | с. Вітрівка, Тростянецька с/р, біля Будинку культури.                     | 1941—1945 рр.                   | 1969 р.                              | -//-                                 | ск. з/бетон, пост. цегла                     | ск. 3 м, п. 1,5х3х3 м          | № 313 10.06.1971 р.            |
| 11.   | 506         | Пам'ятник командиру Червоної армії Урсолу Т. А. | с. Гальжбіївка, Гальжбіївська с/р, в центрі села.                         | 1921 р.                         | 1974 р.                              | місцеві майстри                      | плита пісковик                               | 0,8х1,5х1 м                    | № 29 19.06.1977 р.             |
| 12.   | 486         | Братська могила 29 воїнів Радянської армії, загиблих при визволенні села | с. Дзигівка, Дзигівська с/р, біля Будинку культури.                       | 1944 р.                         | 1954 р.                              | місцеві майстри                      | об. пісковик, пост. пісковик                 | об. 2,5 м, п. 1,5х0,8х0,8 м    | -//-                           |
| 13.   | 507         | Могила Савіна Н. С. | с. Дзигівка, Дзигівська с/р, в центрі села                                | 1944 р.                         | 1954 р.                              | місцеві майстри                      | об. пісковик, камінь, пост. пісковик, камінь | об. 2,3 м, п. 1,5х1,5х0,6 м    | № 29 19.06.1977 р.             |
| 14.   | 1146        | Пам'ятник 719 воїнам-односельцям, загиблим на фронтах ВВВ | с. Дзигівка, Дзигівська с/р, біля Будинку культури                        | 1941—1945 рр.                   | 1967 р.                              | Львів. скульптурно-керамічна фабрика | ск. з/бетон, пост. з/бетон                   | ск. 6,5 м, п. 2,5х2х2 м        | № 313 10.06.1971 р.            |
| 15.   | 491         | Пам'ятник 53 воїнам-односельцям, загиблим на фронтах ВВВ | с. Добрянка, Порогівська с/р, біля клубу.                                 | 1941—1945 рр.                   | 1965 р.                              | місцеві майстри                      | об. пісковик, пост. пісковик                 | об. 4,3 м, п. 2,2х3,1х2 м      | № 29 19.06.1977 р.             |
| 16.   | 1131        | Братська могила 9 червоноармійців, і 18 воїнів Радянської армії, загиблих при визволенні села                                                                                       | с. Довжок, Довжоцька с/р, в центрі села                                   | 1920 р., 1944 р.                | 1923 р., 1949 р.                     | місцеві майстри                      | об. пісковик                                 | об. 3 м                        | № 313 10.06.1971 р.            |
| 17.   | 492         | Пам'ятник 417 воїнам-односельцям, загиблим на фронтах ВВВ | с. Довжок, Довжоцька с/р, в центрі села.                                  | 1941—1945 рр.                   | Львів. скульптурно-керамічна фабрика | ск. з/бетон, пост. бетон             | ск. 3,1 м, п. 1,4х0,9х1,6 м                  | № 29 19.06.1977 р.             |                                |
| 18.   | 52          | Могила радянського воїна Наконечного Г. Ф. | с. Дорошівка, Бушанська с/р, на кладовищі                                 | 1944 р.                         | 1953 р.                              | місцеві майстри                      | камінь                                       | ск. 1,5 м                      | № 148 16.07.1992 р.            |
| 19.   | 1147        | Пам'ятник 106 воїнам-односельцям, загиблим на фронтах ВВВ | с. Іванків, Северинівська с/р, біля Будинку культури.                     | 1941—1945 рр.                   | 1969 р.                              | ск. Ульянов. Київ                    | ск з/бетон, пост. бетон                      | ск. 1,9 м, п. 2х0,5х1,7 м      | № 313 10.06.1971 р.            |
| 20.   | 1127        | Братська могила 27 червоноармійців | с. Качківка, Качківська с/р,на кладовищі.                                 | 1919—1921 рр.                   | 1967 р.                              | місцеві майстри                      | об. пісковик, пост. пісковик                 | об. 4,8 м, п. 3,5х3,5х0,6 м    | № 313 10.06.1971 р.            |
| 21.   | 1148        | Могила лейтенанта Судака Ф. В., загиблого при обороні села, та 4 воїнів Радянської армії, загиблих при визволенні села, і пам’ятник 319 воїнам-односельцям, загиблим на фронтах ВВВ | с. Качківка, Качківська с/р, біля с/р.                                    | 1941 р., 1944 р., 1941—1945 рр. | 1967 р.                              | Львів. скульптурно-керамічна фабрика | ск. з/бетон пост. бетон, об. граніт          | ск. 2,8 м, п. 0,9х1,1х1,1 м    | № 313 10.06.1971 р.            |
| 22.   | 489         | Могила 2 льотчиків, загиблих при обороні села | с. Клембівка, Клембівська с/р, в центрі села.                             | 1941 р.                         | 1972 р.                              | місцеві майстри                      | об. мармурова крихта                         | об.1,5 м                       | №29129.01.1977 р.              |
| 23.   | 1141        | Могила радянського воїна, загиблого при визволенні села | с. Клембівка, Клембівська с/р, біля школи.                                | 1944 р.                         | 1944 р.                              | місцеві майстри                      | об. 2,0 м пісковик                           | об. 2 м, п. 0,4х0,4х0,4 м      | № 313 10.06.1971 р.            |
| 24.   | 484         | Пам'ятник воїнам громадянської війни | с. Клембівка, Клембівська с/р, біля Будинку культури.                     | 1919 р.                         | 1920 р.                              | місцеві майстри                      | об. пісковик, пост. граніт                   | об. 3,0 м, п. 1,5х1,5х0,5 м    | № 291 29.01.1977 р.            |
| 25.   | 1149        | Пам'ятник 432 воїнам-односельцям, загиблим на фронтах ВВВ | с. Клембівка, Клембівська с/р, біля Будинку культури.                     | 1941—1945 рр.                   | 1966 р.                              | Львів. скульптурно-керамічна фабрика | ск. з/бетон, пост. пісковик                  | ск. 3,2 м, п. 3,8х0,6х0,6 м    | № 313 10.06.1971 р.            |
| 26.   | 493         | Пам'ятник 302 воїнам-односельцям, загиблим на фронтах ВВВ | с. Миронівка, Петрашівська с/р, в центрі села.                            | 1941—1945 рр.                   | 1969 р.                              | Київський худ. фонд                  | ск. гіпсо-бетон, пост. граніт                | ск. 2,1 м, п. 1,2х1,2х1,38 м   | № 291 29.01.1977 р.            |
| 27.   | 1132        | Братська могила 22 радянських воїнів, загиблих при звільненні села | с. Михайлівка, Михайлівська с/р, біля Будинку культури.                   | 1944 р.                         | 1956 р.                              | місцеві майстри                      | пісковик                                     | об. 2х0,5х0,5 м                | № 313 10.06.1971 р.            |
| 28.   | 494         | Пам'ятник 168 воїнам-односельцям, загиблим на фронтах ВВВ | с. Михайлівка, Михайлівська с/р, біля клубу.                              | 1941—1945 рр.                   | 1957 р.                              | Київський худ. фонд                  | ск. з/бетон, пост. бетон                     | ск. 2,8 м, п. 0,5х2,8х1,1 м    | № 291 29.01.1977 р.            |
| 29.   | 487         | Братська могила 10 радянських воїнів, загиблих при звільненні села | с. Петрашівка, Петрашівська с/р, біля с/р                                 | 1944 р.                         | 1953 р.                              | місцеві майстри                      | бетон                                        | об.2,2 м,п.0,7х2,2х0,7 м       | №29129.01.1977 р.              |
| 30.   | 495         | Пам'ятник 278 воїнам-односельцям, загиблим на фронтах ВВВ | с. Петрашівка, Петрашівська с/р в центрі села                             | 1941—1945 рр.                   | 1965 р.                              | Львів. скульптурно-керамічна фабрика | ск. з/бетон, пост. пісковик                  | ск. 2,2 м, п. 1,2х1,2х1,7 м    | № 291 29.01.1977 р.            |
| 31.   | 1133        | Братські могили 2 червоноармійців та 87 воїнів Радянської армії, загиблих при визволенні села                                                                                       | с. Писарівка, Присарівська с/р, біля контори КСП.                         | 1920 р., 1944 р.                | 1950 р.                              | місцеві майстри                      | пісковик                                     | об. 3,0, п. 0,5х1,8х1,8 м      | № 313 10.06.1971 р.            |
| 32.   | 1150        | Пам’ятник 293 воїнам-односельцям, загиблим на фронтах ВВВ | с. Писарівка, Присарівська с/р, біля Будинку культури                     | 1941—1945 рр.                   | 1967 р.                              | місцеві майстри                      | ск. з/бетон, пост. пісковик                  | ск. 3,0 м, п. 0,5х1,8х1,8 м    | № 313 10.06.1971 р.            |
| 33.   | 1135        | Братські могили 27 червоноармійців та 2 воїнів Радянської армії, загиблих при обороні та визволенні села                                                                            | с. Підлісівка, Слобода-Підлісівська с/р, біля магазину.                   | 1920, 1941 р., 1944 р.          | 1949 р.                              | місцеві майстри                      | бетон                                        | об. 3,6 м, п. 7х2,6х0,8 м      | № 313 10.06.1971 р.            |
| 34.   | 1151        | Пам’ятник 174 воїнам-односельцям, загиблим на фронтах ВВВ | с. Пороги, Порогівська с/р, біля Будинку культури. 1941—1945 рр.          | 1965 р.                         | Київський худ. фонд                  | пісковик                             | об. 5,8 м, п. 1х1х1 м                        | № 313 10.06.1971 р.            |                                |
| 35.   | 1152        | Пам'ятник 81 воїнові-односельцю, загиблим на фронтах ВВВ | с. Придністрянське, Слобода-Підлісівська с/р, біля Будинку культури       | 1941—1945 рр.                   | 1969 р.                              | Львів. скульптурно-керамічна фабрика | з/бетон                                      | ск. 3 м, п. 4х1х1 м            | № 313 10.06.1971 р.            |
| 36.   | 496         | Могила радянського воїна С. І. Фарафонова, загиблого при обороні села, і пам’ятник 52 воїнам-односельцям, загиблим на фронтах ВВВ                                                   | с. Радянське, Русавська с/р, біля клубу                                   | 1941 р., 1941—1945 рр.          | 1975 р.                              | місцеві майстри                      | з/бетон                                      | об. 2 м, п. 1,5х1х2 м          | № 29 19.06.1977 р.             |
| 37.   | 497         | Пам'ятник 104 воїнам-односельцям, загиблим на фронтах ВВВ | с. Ратуш, Ратьушська с/р, біля Будинку культури                           | 1941—1945 рр.                   | 1974 р.                              | ск. Расіна. м. Львів                 | ск. з/бетон, пост. з/бетон                   | ск. 2,3 м, п. 1,5х0,6х0,6 м    | № 29 19.06.1977 р.             |
| 38.   | 1136        | Братська могила 12 воїнів Радянської армії, загиблих при визволенні села | с. Русава, Русавська с/р, біля Будинку культури.                          | 1944 р.                         | 1950 р.                              | місцеві майстри                      | бетон                                        | п. плита 1,5х2х0,3 м           | № 313 10.06.1971 р.            |
| 39.   | 1153        | Пам'ятник 75 воїнам-односельцям, загиблим на фронтах ВВВ | с. Северинівка, Северинівська с/р, біля магазину.                         | 1941—1945 рр.                   | 1968 р.                              | Київський худ. фонд                  | ск. з/бетон, пост. пісковик                  | ск. 3,6 м, п. 1,6х1,2х1,2 м    | № 313 10.06.1971 р.            |
| 40.   | 53          | Братська могила 101 радянського воїна, що загинули при визволенні села | с. Северинівка, Северинівська с/р, на кладовищі                           | 1944 р.                         | 1948 р.                              | місцеві майстри                      | камінь                                       | ск. 1,2 м                      | № 148 16.07.1992 р.            |
| 41.   | 54          | Могила радянського воїна Балденюка І. О., загиблого при обороні села | с. Слобода Бушанська, Бушанська с/р, на кладовищі                         | 1941 р.                         | 1953 р.                              | місцеві майстри                      | камінь                                       | ск. 1,3 м                      | № 148 16.07.1992 р.            |
| 42.   | 1154        | Пам'ятник 147 воїнам-односельцям, загиблим на фронтах ВВВ | с. Слобода Підлісівська, Слобода-Підлісівська с/р, біля Будинку культури. | 1941—1945 рр.                   | 1969 р.                              | Львів. скульптурно-керамічна фабрика | з/бетон                                      | ск. 2,8 м, п. 0,35х2,15х2,15 м | № 313 10.06.1971 р.            |
| 43.   | 1137        | Братська могила 4 радянських воїнів, загиблих при звільненні села | с. Тростянець, Тростянецька с/р, у центрі села                            | 1944 р.                         | 1958 р.                              | Львів. худ. фонд                     | ск. з/бетон, пост. цегла                     | ск. 1,8 п. 1,8х1,8х1,15 м      | № 313 10.06.1971 р.            |
| 44.   | 488         | Братська могила 4 радянських воїнів. загиблих при звільненні села | с. Улянівка, Гальжбіївська с/р, у центрі села                             | 1944 р.                         | 1965 р.                              | Одеський худ. фонд                   | ск. з/бетон,пост.камінь                      | ск. 2,5 м, п. 1,7х1,7х1 м      | № 29 19.06.1977 р.             |
| 45.   | 498         | Пам'ятник 78 воїнам-односельцям, загиблим на фронтах ВВВ | с. Франківка, Порогівська с/р, біля клубу                                 | 1941—1945 рр.                   | 1965 р.                              | місцеві майстри                      | об. пісковик пост. пісковик                  | об. 3 м, п. 1,20х1,20х2,0 м    | № 29 19.06.1977 р.             |
| 46.   | 1155        | Пам’ятник 268 воїнам-односельцям, загиблим на ВВВ | с. Цекинівка, Цекинівська с/р, у центрі села                              | 1941—1945 рр.                   | 1967 р.                              | Київський худ. фонд                  | ск. гіпс, пост. камінь                       | ск. 3 м, п. 2х1х1 м            | № 313 10.06.1971 р.            |
|       |             | |                                                                           |                                 |                                      |                                      |                                              |                                |                                |

## Джерело
- [Архівовано 19 червня 2012 у Wayback Machine.] Пам'ятки Вінницької області